# Beclean (Brașov)
Beclean (Ausspracheⓘ; veraltet Bidlina; deutsch Bethlen oder Badlinen, ungarisch Bethlen) ist eine Gemeinde im Kreis Brașov in der Region Siebenbürgen in Rumänien.

## Geographische Lage

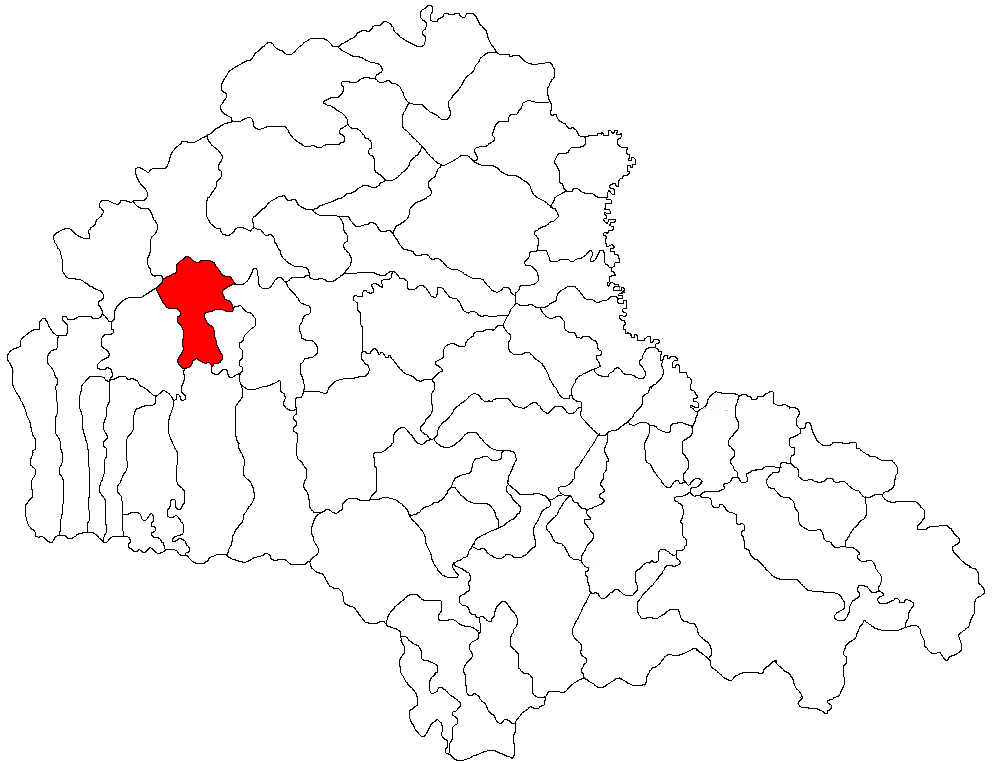
Lage der Gemeinde Beclean im Kreis Brașov

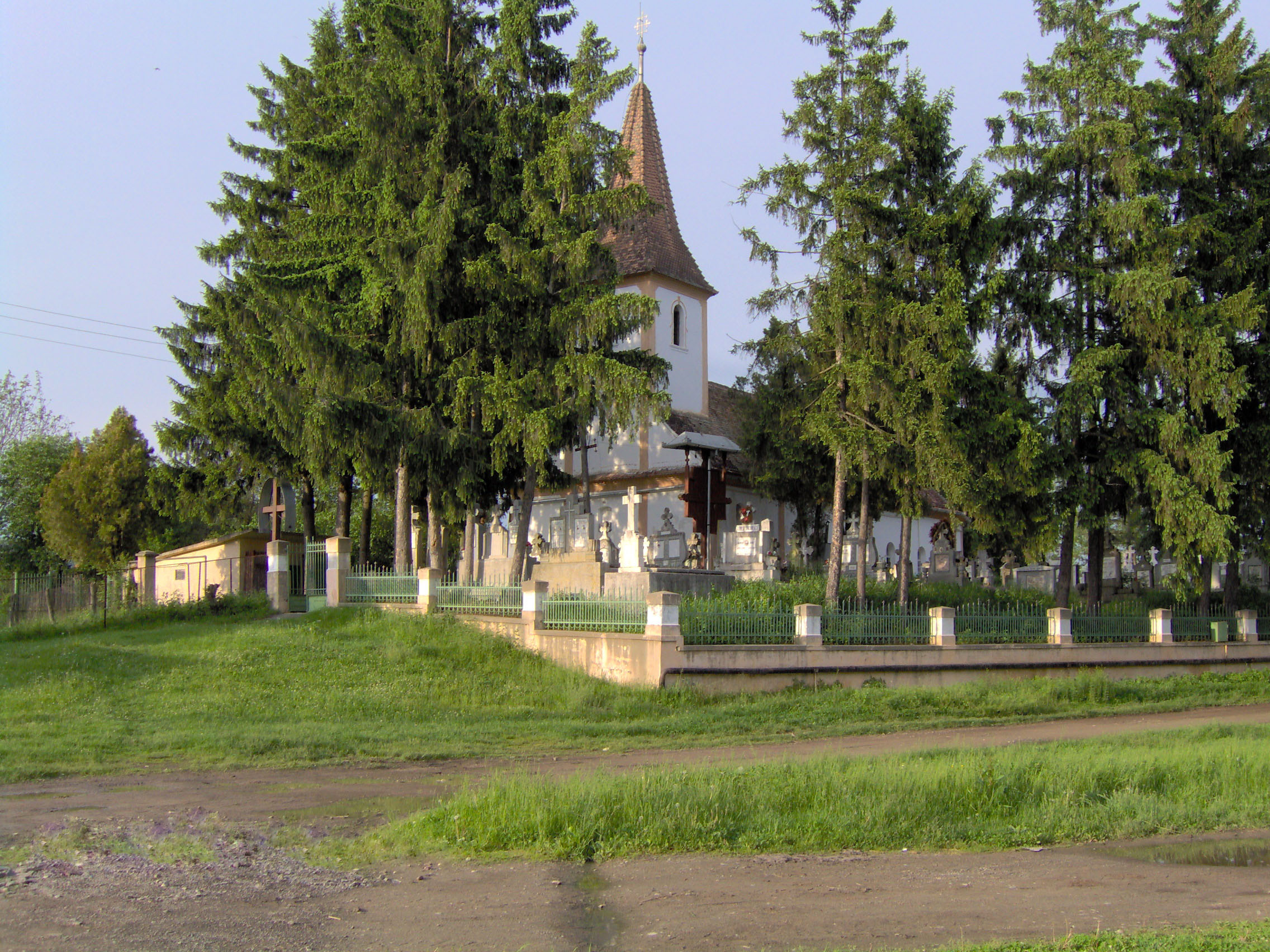
Die Adormirea Maicii Domnului Kirche in Beclean

Die Gemeinde Beclean liegt südlich des Siebenbürgischen Beckens im Fogarascher Land (Țara Făgărașului) beidseitig des Flusses Olt (Alt). An der Mündung des Baches Vâlcioara in den Săvăstreni (ein linker Nebenfluss des Olt), der Bahnstrecke Avrig–Făgăraș und an der Europastraße 68 liegt der Ort Beclean vier Kilometer westlich von der Stadt Făgăraș (Fogarasch); die Kreishauptstadt Brașov (Kronstadt) befindet sich etwa 55 Kilometer östlich entfernt.

## Geschichte
Der Ort Beclean wurde 1509 urkundlich erwähnt. 1576 siedelte Stephan Báthory, der damalige König von Polen, die hier ansässigen Rumänen um und siedelte Siebenbürger Sachsen an. Erst im 19. Jahrhundert siedelten sich in Beclean erneut Rumänen, Magyaren und Roma an. Im Königreich Ungarn befand sich Badlinen im Stuhlbezirk Fogaras im Fogarascher Komitat.
Archäologische Funde bei Piscul Cremenișului auf dem Areal des eingemeindeten Dorfes Calbor (Kaltbrunn), deuten auf eine Besiedlung in der Jungsteinzeit zurück.

## Bevölkerung
Seit der offiziellen Volkszählung von 1850 wurden auf dem Gebiet der heutigen Gemeinde überwiegend Rumänen registriert. Die höchste Einwohnerzahl (3955) – gleichzeitig die der Rumänen (3837) – wurde 1880 ermittelt. Seitdem fiel die Bevölkerungsanzahl stetig, sodass 2011 in der Gemeinde Beclean 1826 Menschen registriert wurden. Die höchste Bevölkerungszahl der Roma (180) wurde 2011, die der Magyaren (48) wurde 1930 und die der Rumäniendeutsche (22) wurde 1890 registriert. Des Weiteren wurde 1890 ein Slowake und 1977 ein Ukrainer registriert.

## Sehenswürdigkeiten
- In Beclean die rumänische-orthodoxe Kirche Adormirea Maicii Domnului, 1804 errichtet,[7] steht unter Denkmalschutz.[5]
- In Calbor die orthodoxe Kirchen Sf. Arhangheli,[8] 1732 und die Sf. Nicolae,[9] 1802 errichtet, stehen unter Denkmalschutz.[5] Die ehemalige Kirchenburg wird von der rumänischen Bevölkerung als Fruchtkammer benutzt.[4]